# Ideoblothrus linnaei
Espèce
Ideoblothrus linnaei est une espèce de pseudoscorpions de la famille des Syarinidae.

## Distribution
Cette espèce est endémique du Pilbara en Australie-Occidentale. Elle se rencontre vers Pannawonica.

## Description
Le mâle holotype mesure 1,16 mm

## Étymologie
Cette espèce est nommée en l'honneur de Carl von Linné.

## Publication originale
- Harvey & Leng, 2008 : Further observations on Ideoblothrus (Pseudoscorpiones: Syarinidae) from subterranean environments in Australia. Records of the Western Australian Museum, vol. 24, no 4, p. 381-386.